# Olasz koncér
Az olasz koncér (Sarmarutilus rubilio) a sugarasúszójú halak (Actinopterygii) osztályának a pontyalakúak (Cypriniformes) rendjébe, ezen belül a pontyfélék (Cyprinidae) családjába tartozó faj.
Manapság nemének az egyetlen faja, korábban a Rutilus halnembe volt besorolva.

## Előfordulása
Az olasz koncér Olaszország tavaiban és folyóiban található meg.

## Megjelenése
A hal háta magas, teste csak kevéssé nyújtott, hasonlít a bodorkához, magas és keskeny hát- és farok alatti úszókkal. Szájnyílása keskeny, csaknem vízszintes. Nagy, kerekded pikkelyei vannak, 38-45 az oldalvonal mentén, mely az oldalain a testmagasság alsó harmadáig süllyed. Mellúszói 17-18, hátúszói 12-14, a farok alatti úszója 11-14 sugarú. Garatfogai egysorosak, vaskosak (5-5). Sötét háta a zöldestől a barnásig, csillogó, oldalai világosabbak, ezüstszínűek, a pikkelysorok mentén húzódó keskeny, szürke sávokkal. Hasoldala a fehérestől a sárgásig változik. Hátúszója sötét, a hasúszók, valamint a farok alatti és a farokúszó pirosasak. Szemei sárgásak-téglavörösek. Testhossza 15 centiméter, legfeljebb 18 centiméter.

## Életmódja
Az állat életmódja hasonló a hazai bodorkához, amelyet Olaszországban, Dalmáciában, Nyugat-Görögországban helyettesít a számára alkalmas vizekben. Tápláléka férgek, apró rákok, rovarlárvák, vízbe hullott rovarok, vízinövények. Legfeljebb 6 évig él.

## Szaporodása
Április-májusban ívik. Ikráit a sekély parti vízben, a sűrű vízinövényzet közé rakja le, amelyek ott a kikelésig megtapadnak.